# American Horror Story: Double Feature
American Horror Story: Double Feature é a décima temporada da série de televisão American Horror Story, do FX. A temporada foi dividida em duas partes: Red Tide e Death Valley. Estreou em 25 de agosto de 2021 e terminou em 20 de outubro de 2021.
Os membros do elenco que retornam de temporadas anteriores incluem Sarah Paulson, Evan Peters, Lily Rabe, Finn Wittrock, Frances Conroy, Billie Lourd, Leslie Grossman, Adina Porter e Angelica Ross, junto com os novos membros de elenco, Macaulay Culkin, Ryan Kiera Armstrong, Neal McDonough, Kaia Gerber, Nico Greetham, Isaac Cole Powell, Rachel Hilson e Rebecca Dayan.

## Sinopse
A família Gardner, formada por um escritor com dificuldades profissionais, sua esposa grávida decoradora e sua filha violinista obcecada com a perfeição, mudam-se para a cidade litorânea de Provincetown, que fica vazia durante a época de inverno, sendo famoso por abrigar artistas em buscam por tranquilidade enquanto trabalham em suas obras. Mas assim que a família se instala, os verdadeiros residentes da cidade começam a se tornar conhecidos. A inicialmente cidade acolhedora começa a soar sombria, com o aparecimentos de algumas mortes e a presença de estranhos transeuntes pálidos e carecas.

## Elenco e personagens

### Red Tide

#### Principal
- Sarah Paulson como Karen
- Evan Peters como Austin Sommers
- Lily Rabe como Doris Gardner
- Finn Wittrock como Harry Gardner
- Frances Conroy como Sarah Cunningham / Belle Noir
- Billie Lourd como Leslie 'Lark' Feldman
- Leslie Grossman como Ursula Khan
- Adina Porter como Chefe Burleson
- Angelica Ross como A Química
- Macaulay Culkin como Mickey
- Ryan Kiera Armstrong como Alma Gardner

#### Recorrente
- Robin Weigert como Martha Edwards
- John Lacy como Mikey
- Jen Kober como Anfitriã
- Kayla Blake como Doutora
- Denis O'Hare como Holden Vaughn

#### Convidado
- Rachel Finninger como Melanie
- Blake Shields como Tony
- Jim Ortlieb como Ray Cunningham
- Spencer Novich como Vlad
- David Huggard como Crystal Decanter
- Dot-Marie Jones como Jan Remy
- Benjamin Papac como Rory
- Alan Brooks como Jack Krenski

### Death Valley

#### Principal
- Sarah Paulson como Mamie Eisenhower
- Lily Rabe como Amelia Earhart
- Leslie Grossman como Calico
- Angelica Ross como Theta
- Neal McDonough como Dwight 'Ike' Eisenhower
- Kaia Gerber como Kendall Carr
- Nico Greetham como Cal Cambon
- Isaac Cole Powell como Troy Lord
- Rachel Hilson como Jamie Howard
- Rebecca Dayan como Maria Wycoff

#### Recorrente
- Christopher Stanley como Sherman Adams
- Craig Sheffer como Richard Nixon
- Alisha Soper como Marilyn Monroe
- Mike Vogel como John F. Kennedy
- Cody Fern como Valiant Thor
- Briana Lane como Dra. Richards

#### Convidado
- Chris Caldovino como Coronel Jensen
- Samuel Hunt como Adam
- Maxwell Caulfield como Amigo de Dwight #1
- Steven M. Gagnon como Amigo de Dwight #2
- Jacqueline Pinol como Dra. Reyes
- Len Cordova como Steve Jobs
- John Sanders como Buzz Aldrin
- Bryce Johnson como Neil Armstrong
- Karl Makinen como Lyndon B. Johnson
- Jim Garrity como Oficial da Força Aérea
- Jeff Heapy como Stanley Kubrick
- Vincent Foster como Henry Kissinger
- Eric Nenninger como Segurança
- Matt Nolan como G. Gordon Liddy

## Episódios
| Red Tide |    |                                                   |                             |                                                         |                        |      |
| 104 | 1  | "Cape Fear" "(Cabo do Medo)"                      | John J. Gray                | Ryan Murphy e Brad Falchuk                              | 25 de agosto de 2021   | 0,93 |
| Um escritor com dificuldades, sua esposa grávida e sua filha se mudam para uma cidade praiana isolada no inverno. Assim que se instalam, os verdadeiros residentes da cidade começam a aparecer. |    |                                                   |                             |                                                         |                        |      |
| 105 | 2  | "Pale" "(Pálido)"                                 | Loni Peristere              | Ryan Murphy e Brad Falchuk                              | 25 de agosto de 2021   | 0,58 |
| Uma solução rápida para o bloqueio criativo de Harry tem efeitos colaterais inesperados. Dois excêntricos moradores locais oferecem ajuda à Harry.                                               |    |                                                   |                             |                                                         |                        |      |
| 106 | 3  | "Thirst" "(Sede)"                                 | Loni Peristere              | Brad Falchuk                                            | 1 de setembro de 2021  | 0,70 |
| O talento recém descoberto de Harry traz um visitante inesperado para a cidade. Alma decide cuidar do problema com as próprias mãos                                                              |    |                                                   |                             |                                                         |                        |      |
| 107 | 4  | "Blood Buffet" "(Bufê de Sangue)"                 | Axelle Carolyn              | Brad Falchuk                                            | 8 de setembro de 2021  | 0,61 |
| A história sombria de Provincetown e seus residentes é revelada. |    |                                                   |                             |                                                         |                        |      |
| 108 | 5  | "Gaslight" "(Distorcer)"                          | John J. Gray                | Brad Falchuk e Manny Coto                               | 15 de setembro de 2021 | 0,64 |
| Harry luta para manter Alma sob controle. Doris é empurrada para além de seus limites. |    |                                                   |                             |                                                         |                        |      |
| 109 | 6  | "Winter Kills" "(Inverno Mata)"                   | John J. Gray                | Brad Falchuk e Manny Coto                               | 22 de setembro de 2021 | 0,73 |
| Ursula concebe um plano sinistro. Os Gardners escrevem seu ato final. |    |                                                   |                             |                                                         |                        |      |
| Death Valley |    |                                                   |                             |                                                         |                        |      |
| 110 | 7  | "Take Me To Your Leader" "(Leve-me ao Seu Líder)" | Max Winkler                 | Brad Falchuk, Kristen Reidel e Manny Coto               | 29 de setembro de 2021 | 0,69 |
| Um grupo de estudantes universitários em um acampamento são envolvidos em uma conspiração horrível e mortal há décadas em formação.                                                              |    |                                                   |                             |                                                         |                        |      |
| 111 | 8  | "Inside" "(Dentro)"                               | Tessa Blake                 | Manny Coto, Kristen Reidel e Brad Falchuk               | 6 de outubro de 2021   | 0,48 |
| O presidente luta com a moralidade de um trato que ele deve fazer. |    |                                                   |                             |                                                         |                        |      |
| 112 | 9  | "Blue Moon" "(Lua Azul)"                          | Laura Belsey e John J. Gray | Kristen Reidel, Manny Coto & Reilly Smith               | 13 de outubro de 2021  | 0,58 |
| Um visitante inesperado chega na casa branca e revela detalhes de um plano horrível. |    |                                                   |                             |                                                         |                        |      |
| 113 | 10 | "The Future Perfect" "(O Futuro Perfeito)"        | Axelle Carolyn              | Brad Falchuk, Kristen Reidel, Manny Coto & Reilly Smith | 20 de outubro de 2021  | 0,58 |
| Mamie resolve o problema com as próprias mãos. O destino do futuro é revelado. |    |                                                   |                             |                                                         |                        |      |

## Produção

### Desenvolvimento
Em 3 de agosto de 2018, American Horror Story foi renovada para a décima temporada para ir ao ar em 2020. Em 26 de maio de 2020, foi anunciado que a temporada 10 seria adiada para 2021 devido à paralisação da produção como resultado da pandemia COVID-19. Após a interrupção, o co-criador da série Ryan Murphy disse em uma entrevista ao TheWrap que o atraso poderia potencialmente mudar o tema da temporada, já que sua ideia inicial precisava ser filmada durante os meses mais quentes do ano. No mês seguinte, Murphy revelou um pôster promocional da temporada por meio de sua conta no Instagram; a imagem mostra uma boca bem aberta com dentes afiados enquanto uma mão está tatuando "AHS 10" na língua. A décima temporada recebeu uma quantia estimada de US $ 48 milhões em créditos fiscais sob o "Programa 2.0" da California Film Association. Em 19 de março de 2021, o co-criador da série, Ryan Murphy, anunciou que o título da temporada seria Double Feature e que seria dividida em duas histórias aterrorizantes: "uma à beira-mar e outra à beira da areia". Mais tarde, no Instagram, Murphy se referiu a "Double Feature" como "Duas temporadas para os fãs transmitindo em um ano [...] Portanto, o dobro do prazer visual. Um conjunto à beira-mar (este elenco sendo anunciado previamente). Um segundo pela areia (elenco a ser anunciado)." Em 24 de junho de 2021, a FX lançou o pôster promocional da temporada, retratando uma criatura humanóide feminina beijando um alienígena com uma pílula preta em sua língua. Em 6 de julho de 2021, o FX revelou um vídeo promocional, revelando novas filmagens de seus próximos programa de televisão. O vídeo promocional revelou imagens dos personagens interpretados por Sarah Paulson, Leslie Grossman, Lily Rabe, Finn Wittrock, Frances Conroy e Evan Peters, respectivamente.
Em 3 de junho de 2021, a FX anunciou que a temporada iria estrear em 25 de agosto de 2021.

### Escolha de elenco
Estou animado para ele estar no meu mundo porque eu acho... Vou querer fazer muitas coisas com ele se ele quiser trabalhar, porque o acho fascinante e interessante, e acho que ele tem uma alma. Há uma luz e uma escuridão em Macaulay Culkin que me atraem.— Murphy sobre o casting de Macaulay Culkin
Em novembro de 2019, Murphy anunciou que alguns membros do elenco das três primeiras temporadas poderíam retornar para a décima temporada, dizendo: "[As] pessoas que ajudaram a transformar este programa no que ele é, que acreditaram nele desde o início, foram contatados e estão interessados. Então, se você olhar a iconografia das três primeiras temporadas, você pode imaginar para quem eu fui e quem pode estar voltando." Ele também disse que a décima temporada seria "sobre reunir os atores favoritos dos fãs para voltar." Em 9 de janeiro de 2020, Sarah Paulson revelou que retornaria para a décima temporada. Em 26 de fevereiro de 2020, Kathy Bates, Leslie Grossman, Billie Lourd, Evan Peters, Adina Porter, Lily Rabe, Angelica Ross e Finn Wittrock foram confirmados para retornar à série junto com o novo membro Macaulay Culkin. Em uma entrevista em maio de 2020 com o E! Online, Murphy revelou que Culkin aceitou seu papel depois que Murphy lhe contou a personalidade dos personagens por telefone. Ele afirmou: "Eu disse a ele que ele faz sexo louco e erótico com Kathy Bates e faz outras coisas. E ele fez uma pausa e disse, 'Esse parece o papel que nasci para desempenhar.' Então, ele aceitou ali mesmo." Em 1 de novembro de 2020, Ryan Kiera Armstrong anunciou através do seu Instagram que se juntou ao elenco da décima temporada. Em 18 de novembro de 2020, Ryan Murphy anunciou através do seu Instagram que o contorcionista Spencer Novich havia se juntado ao elenco da décima temporada. Em 5 de fevereiro de 2021, Murphy através de um comentário no Instagram anunciou que Frances Conroy retornaria para a décima temporada substituindo Kathy Bates. Em 20 de março de 2021, Murphy através de um comentário no Instagram anunciou que Denis O'Hare retornaria para a décima temporada. Em 15 de junho de 2021, o site Deadline confirmou que Neal McDonough havia entrado para o elenco da segunda parte de Double Feature.

### Filmagens
Foi inicialmente relatado que a produção estava programada para retomar as filmagens em outubro de 2020, mas em 2 de dezembro de 2020, Lily Rabe revelou que as filmagens da temporada se iniciariam naquele dia. Em 20 de julho de 2021, foi relatado que a produção foi temporariamente interrompida devido a um caso positivo de COVID-19 e potencial exposição à doença.